# Olacaceae
Olacaceae es una familia de plantas dicotiledóneas que comprende 26 géneros y 250 especies lactíferas y no lactíferas de árboles, arbustos y lianas, algunas de las cuales parasitan las raíces de sus anfitriones. Habitan las regiones tropicales y subtropicales.
Los frutos del género Ximenia son comestibles.

## Descripción
Son árboles, arbustos o raramente bejucos escandentes, autotróficos o hemiparásitos, a veces armados con espinas axilares; plantas hermafroditas (en Nicaragua) o raramente monoicas. Hojas alternas, márgenes enteros; pecioladas, exestipuladas. Inflorescencias axilares, frecuentemente fasciculadas; flores actinomorfas; cáliz pequeño, a veces acrescente; pétalos libres o connados, valvados; estambres en número igual o doble al de los pétalos, filamentos generalmente libres, anteras ditecas, casi siempre con dehiscencia longitudinal; ovario súpero o raramente semiínfero, 2–5-locular, óvulos 2–5, péndulos, estilo simple, estigma frecuentemente 3-lobado. Fruto generalmente drupáceo; semilla 1, endosperma abundante.

## Géneros
| - Anacolosa - Aptandra - Brachynema - Cathedra - Chaunochiton - Coula - Curupira | - Diogoa - Douradoa - Dulacia - Erytropalum - Harmandia - Heisteria - Malania | - Minquartia - Ochanostachys - Octoknema - Olax - Ongokea - Phanerodiscus - Ptychopetalum | - Scorodocarpus - Strombosia - Strombosiopsis - Tetrastylidium - Ximenia |

## Sinonimia
- Erythropalaceae Archivado el 13 de diciembre de 2010 en Wayback Machine., Octoknemaceae